# Leermeester
Een leermeester is een persoon die zijn vakkennis of expertise overdraagt aan zijn leerlingen. De leerlingen kunnen zowel kinderen als volwassenen zijn.
De leermeester als leraar beschikt doorgaans over goede vakkennis en didactische vaardigheden, waardoor het leerproces effectief verlopen kan. Daarnaast spreekt men tegenwoordig vaak van een leermeester wanneer een bepaalde docent grote invloed heeft gehad op een leerling of student. Ook een ouder die een kind streng opvoedt, kan een leermeester genoemd worden.

## Geschiedenis
Oorspronkelijk werd de term leermeester toegepast op Christus en andere mensen die een algemene kennis van God wilden doorgeven. In de middeleeuwen kwam de titel gelijk te staan met doctor of magister. Verder waren in het gildewezen de leermeesters degenen die de leeringen (gezellen) hun vak leerden.